# Locomotiva FP Ln.372
Le locomotive Ln.372, soprannominate «Tobruk», erano un gruppo di locomotive diesel costruite durante la seconda guerra mondiale per il Regio Esercito, e acquistate in seguito dalle Ferrovie Padane.

## Storia
Le locomotive furono ordinate in 4 unità alle Officine Meccaniche di Milano per l’utilizzo su una linea egiziana caduta in mano italiana durante la campagna del Nordafrica; tuttavia la riconquista inglese della regione rese inutili i 3 esemplari nel frattempo costruiti, che pervennero nel dopoguerra alle FS.
Due unità furono cedute alle Ferrovie Padane per l’utilizzo sulla linea Ferrara-Codigoro; la terza unità, inizialmente utilizzata dalla SNFT, raggiunse le consorelle dieci anni dopo.
Vennero ritirate dal servizio alla fine degli anni ottanta.

## Caratteristiche
Si trattava di locomotive diesel con una cassa a due avancorpi e bagagliaio centrale; sviluppavano una potenza complessiva di 228 kW e una velocità massima di 70 km/h, sufficiente per le limitate esigenze della linea Ferrara-Codigoro.
Il progetto originario prevedeva una cassa corazzata, con una doppia parete in lamiera d’acciaio con un’intercapedine riempita di sabbia; a tale caratteristica tuttavia si rinunciò una volta sfumato il progetto di utilizzo nel teatro bellico.